# Poyans
Poyans est une commune française située dans le département de la Haute-Saône, la région culturelle et historique de Franche-Comté et la région administrative Bourgogne-Franche-Comté.
Ses habitants sont appelés les Poyannais.

## Géographie
Commune située dans l'ouest du département de la Haute-Saône, à 35 km de Dijon.

### Communes limitrophes
|                 | Autrey-lès-Gray | Bouhans-et-Feurg |
| Autrey-lès-Gray | Poyans          | Nantilly         |
|                 | Autrey-lès-Gray | Mantoche         |

### Climat
Pour des articles plus généraux, voir Climat de la Bourgogne-Franche-Comté et Climat de la Haute-Saône.
En 2010, le climat de la commune est de type climat océanique dégradé des plaines du Centre et du Nord, selon une étude du Centre national de la recherche scientifique s'appuyant sur une série de données couvrant la période 1971-2000. En 2020, Météo-France publie une typologie des climats de la France métropolitaine dans laquelle la commune est dans une zone de transition entre le climat océanique altéré et le climat océanique altéré et est dans la région climatique  Lorraine, plateau de Langres, Morvan, caractérisée par un hiver rude (1,5 °C), des vents modérés et des brouillards fréquents en automne et hiver. 
Pour la période 1971-2000, la température annuelle moyenne est de 10,5 °C, avec une amplitude thermique annuelle de 17,8 °C. Le cumul annuel moyen de précipitations est de 905 mm, avec 12,1 jours de précipitations en janvier et 8,4 jours en juillet. Pour la période 1991-2020, la température moyenne annuelle observée sur la station météorologique installée sur la commune est de 11,1 °C et le cumul annuel moyen de précipitations est de 911,8 mm. 
La température maximale relevée sur cette station est de 40,8 °C, atteinte le 12 août 2003 ; la température minimale est de −27 °C, atteinte le 9 janvier 1985,,. 
| Mois                                  | jan.           | fév.           | mars            | avril       | mai         | juin         | jui.         | août          | sep.          | oct.          | nov.            | déc.            | année     |
| ------------------------------------- | -------------- | -------------- | --------------- | ----------- | ----------- | ------------ | ------------ | ------------- | ------------- | ------------- | --------------- | --------------- | --------- |
| Température minimale moyenne (°C)     | −0,8           | −0,8           | 1,3             | 3,6         | 7,8         | 11,2         | 13           | 12,7          | 9,2           | 6,3           | 2,5             | 0,2             | 5,5       |
| Température moyenne (°C)              | 2,5            | 3,5            | 7,1             | 10,4        | 14,5        | 18,2         | 20,2         | 19,8          | 15,6          | 11,3          | 6,2             | 3,3             | 11,1      |
| Température maximale moyenne (°C)     | 5,8            | 7,9            | 12,9            | 17,1        | 21,2        | 25,2         | 27,4         | 27            | 22            | 16,2          | 9,9             | 6,3             | 16,6      |
| Record de froid (°C) date du record   | −27 09.01.1985 | −21 22.02.1986 | −14 01.03.05    | −6 07.04.21 | −2 03.05.21 | 1 05.06.1991 | 3 25.07.1986 | 2 06.08.1987  | −1 30.09.1995 | −8 31.10.1997 | −11 24.11.1998  | −19 24.12.01    | −27 1985  |
| Record de chaleur (°C) date du record | 15,5 11.01.08  | 20,5 27.02.19  | 27,5 30.03.1989 | 30 25.04.07 | 33 25.05.09 | 37 09.06.14  | 40 25.07.19  | 40,8 12.08.03 | 33,4 04.09.05 | 27 07.10.09   | 22,5 03.11.1994 | 19,5 16.12.1989 | 40,8 2003 |
| Précipitations (mm)                   | 72,3           | 61,1           | 65,1            | 67,5        | 89,2        | 70,6         | 79,2         | 75,3          | 70,8          | 88,7          | 91,6            | 80,4            | 911,8     |

| Diagramme climatique                                  |             |             |             |             |              |            |            |           |             |            |            |
| J                                                     | F           | M           | A           | M           | J            | J          | A          | S         | O           | N          | D          |
| 5,8−0,872,3                                           | 7,9−0,861,1 | 12,91,365,1 | 17,13,667,5 | 21,27,889,2 | 25,211,270,6 | 27,41379,2 | 2712,775,3 | 229,270,8 | 16,26,388,7 | 9,92,591,6 | 6,30,280,4 |
| Moyennes : • Temp. maxi et mini °C • Précipitation mm |             |             |             |             |              |            |            |           |             |            |            |

Les paramètres climatiques de la commune ont été estimés pour le milieu du siècle (2041-2070) selon différents scénarios d'émission de gaz à effet de serre à partir des nouvelles projections climatiques de référence DRIAS-2020. Ils sont consultables sur un site dédié publié par Météo-France en novembre 2022.

## Urbanisme

### Typologie
Au 1er janvier 2024, Poyans est catégorisée commune rurale à habitat dispersé, selon la nouvelle grille communale de densité à sept niveaux définie par l'Insee en 2022.
Elle est située hors unité urbaine. Par ailleurs la commune fait partie de l'aire d'attraction de Gray, dont elle est une commune de la couronne,. Cette aire, qui regroupe 63 communes, est catégorisée dans les aires de moins de 50 000 habitants,.

### Occupation des sols
L'occupation des sols de la commune, telle qu'elle ressort de la base de données européenne d’occupation biophysique des sols Corine Land Cover (CLC), est marquée par l'importance des territoires agricoles (62,9 % en 2018), une proportion sensiblement équivalente à celle de 1990 (63,1 %). La répartition détaillée en 2018 est la suivante : 
terres arables (58,2 %), forêts (32,5 %), zones agricoles hétérogènes (4,7 %), zones urbanisées (2,6 %), milieux à végétation arbustive et/ou herbacée (2 %). L'évolution de l’occupation des sols de la commune et de ses infrastructures peut être observée sur les différentes représentations cartographiques du territoire : la carte de Cassini (XVIIIe siècle), la carte d'état-major (1820-1866) et les cartes ou photos aériennes de l'IGN pour la période actuelle (1950 à aujourd'hui).

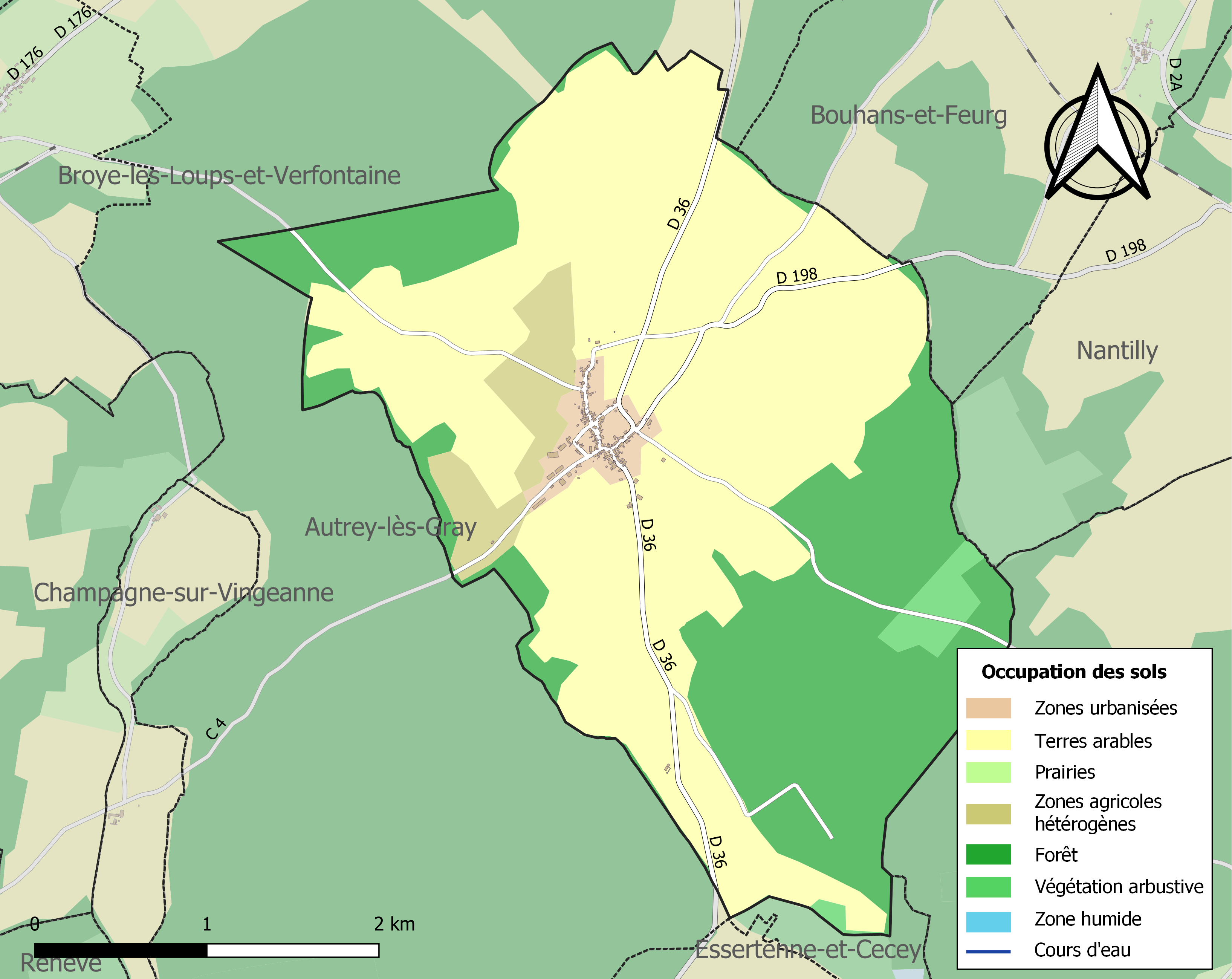
Carte des infrastructures et de l'occupation des sols de la commune en 2018 (CLC).

## Histoire
Traces d'occupation gallo-romaine, présence d'un cimetière burgonde.

## Politique et administration

### Rattachements administratifs et électoraux
La commune fait partie de l'arrondissement de Vesoul du département de la Haute-Saône, en région Bourgogne-Franche-Comté. Pour l'élection des députés, elle dépend de la première circonscription de la Haute-Saône.
Elle faisait partie depuis 1801 du canton d'Autrey-lès-Gray. Dans le cadre du redécoupage cantonal de 2014 en France, la commune fait désormais partie du canton de Dampierre-sur-Salon.

### Intercommunalité
Poyans était membre depuis 2008 de la petite communauté de communes du Pays d'Autrey, créée le 31 décembre 1994, et  qui regroupait environ 3 800 habitants.
L'article 35 de la loi n° 2010-1563 du 16 décembre 2010 « de réforme des collectivités territoriales » prévoyait d'achever et de rationaliser le dispositif intercommunal en France, et notamment d'intégrer la quasi-totalité des communes françaises dans des EPCI à fiscalité propre, dont la population soit normalement supérieure à 5 000 habitants.
Dans ce cadre, le schéma départemental de coopération intercommunale (SDCI) approuvé par le préfet de Haute-Saône le 23 décembre 2011 a prévu la fusion de cette petite intercommunalité avec l'ancienne communauté de communes du Pays de Gray  et le rattachement à cette structure des communes isolées de Chargey-lès-Gray, Onay, Velesmes-Échevanney.
La commune est donc membre depuis le 1er janvier 2013 de la nouvelle communauté de communes Val de Gray.

### Liste des maires
| Période                                  | Période          | Identité                        | Étiquette | Qualité                        |
| ---------------------------------------- | ---------------- | ------------------------------- | --------- | ------------------------------ |
| Les données manquantes sont à compléter. |                  |                                 |           |                                |
| avant août 1840                          |                  | François Mandigon               |           |                                |
| avant mai 1858                           | après déc. 1867  | Charles Emmanuel Robelet        |           |                                |
| avant février 1873                       | après juin 1878  | Joseph Favet                    |           |                                |
| avant sept. 1886                         | après mai 1901   | Henri Favet                     |           |                                |
| avant oct. 1898                          |                  | Étienne Pierre François Vazille |           |                                |
| avant avril 1912                         | après sept. 1920 | M. Claude Tupin                 |           |                                |
| avant dec. 1924                          |                  | Joseph Crussard                 |           |                                |
| Les données manquantes sont à compléter. |                  |                                 |           |                                |
| mars 2001                                | mars 2008        | Marie-Thérèse Carteret          |           |                                |
| mars 2008                                | En cours         | Emmanuel Mandigon               |           | Réélu pour le mandat 2014-2020 |

## Démographie
L'évolution du nombre d'habitants est connue à travers les recensements de la population effectués dans la commune depuis 1793. Pour les communes de moins de 10 000 habitants, une enquête de recensement portant sur toute la population est réalisée tous les cinq ans, les populations de référence des années intermédiaires étant quant à elles estimées par interpolation ou extrapolation. Pour la commune, le premier recensement exhaustif entrant dans le cadre du nouveau dispositif a été réalisé en 2007.

En 2022, la commune comptait 144 habitants, en évolution de +0,7 % par rapport à 2016 (Haute-Saône : −1,4 %, France hors Mayotte : +2,11 %).
| 1793 | 1800 | 1806 | 1821 | 1831 | 1836 | 1841 | 1846 | 1851 |
| ---- | ---- | ---- | ---- | ---- | ---- | ---- | ---- | ---- |
| 375  | 436  | 432  | 420  | 390  | 407  | 420  | 409  | 392  |

| 1856 | 1861 | 1866 | 1872 | 1876 | 1881 | 1886 | 1891 | 1896 |
| ---- | ---- | ---- | ---- | ---- | ---- | ---- | ---- | ---- |
| 371  | 378  | 372  | 376  | 357  | 349  | 327  | 303  | 302  |

| 1901 | 1906 | 1911 | 1921 | 1926 | 1931 | 1936 | 1946 | 1954 |
| ---- | ---- | ---- | ---- | ---- | ---- | ---- | ---- | ---- |
| 312  | 311  | 293  | 284  | 202  | 211  | 205  | 205  | 192  |

| 1962 | 1968 | 1975 | 1982 | 1990 | 1999 | 2006 | 2007 | 2012 |
| ---- | ---- | ---- | ---- | ---- | ---- | ---- | ---- | ---- |
| 182  | 143  | 145  | 134  | 123  | 138  | 133  | 132  | 141  |

| 2017 | 2022 | - | - | - | - | - | - | - |
| ---- | ---- | - | - | - | - | - | - | - |
| 146  | 144  | - | - | - | - | - | - | - |

## Culture locale et patrimoine

### Lieux et monuments
- L'église de l'Exaltation-de-la-Sainte-Croix (avec ses fresques du XVe siècle) fait l’objet d’un classement au titre des monuments historiques depuis 1960[23].
- La croix du cimetière (1605) fait l’objet d’un classement au titre des monuments historiques depuis 1959[24]. Érigée en 1605, après la mort de Claude de Vergy, dernier seigneur de cette famille pour Autrey, la croix semble rappeler les écussons des seigneurs du pays, depuis au moins le Xe siècle, jusqu'en 1602, et représenter les signes de hautes fonctions remplies par ces personnages, ainsi que les symboles de leur foi chrétienne. Elle est le seul souvenir qu'il reste de ce qu'ils ont été : duc, cardinal, évêque, seigneur croisé de Terre-Sainte, chevaliers de différents ordres ; cette croix est l'histoire abrégée des seigneurs de Beaumont et d'Autrey.
- Le lavoir du bourg.

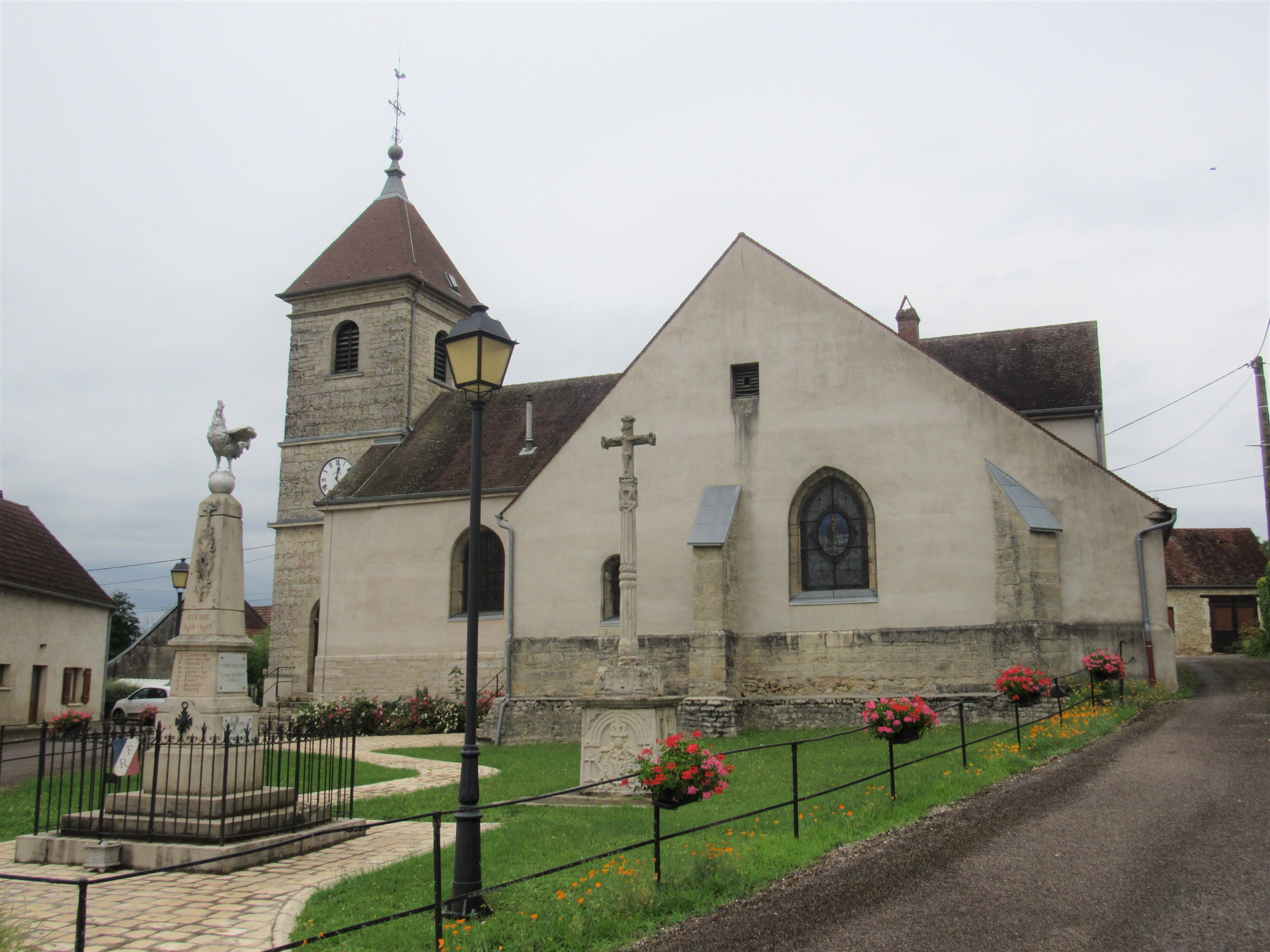
L'église paroissiale de Poyans.
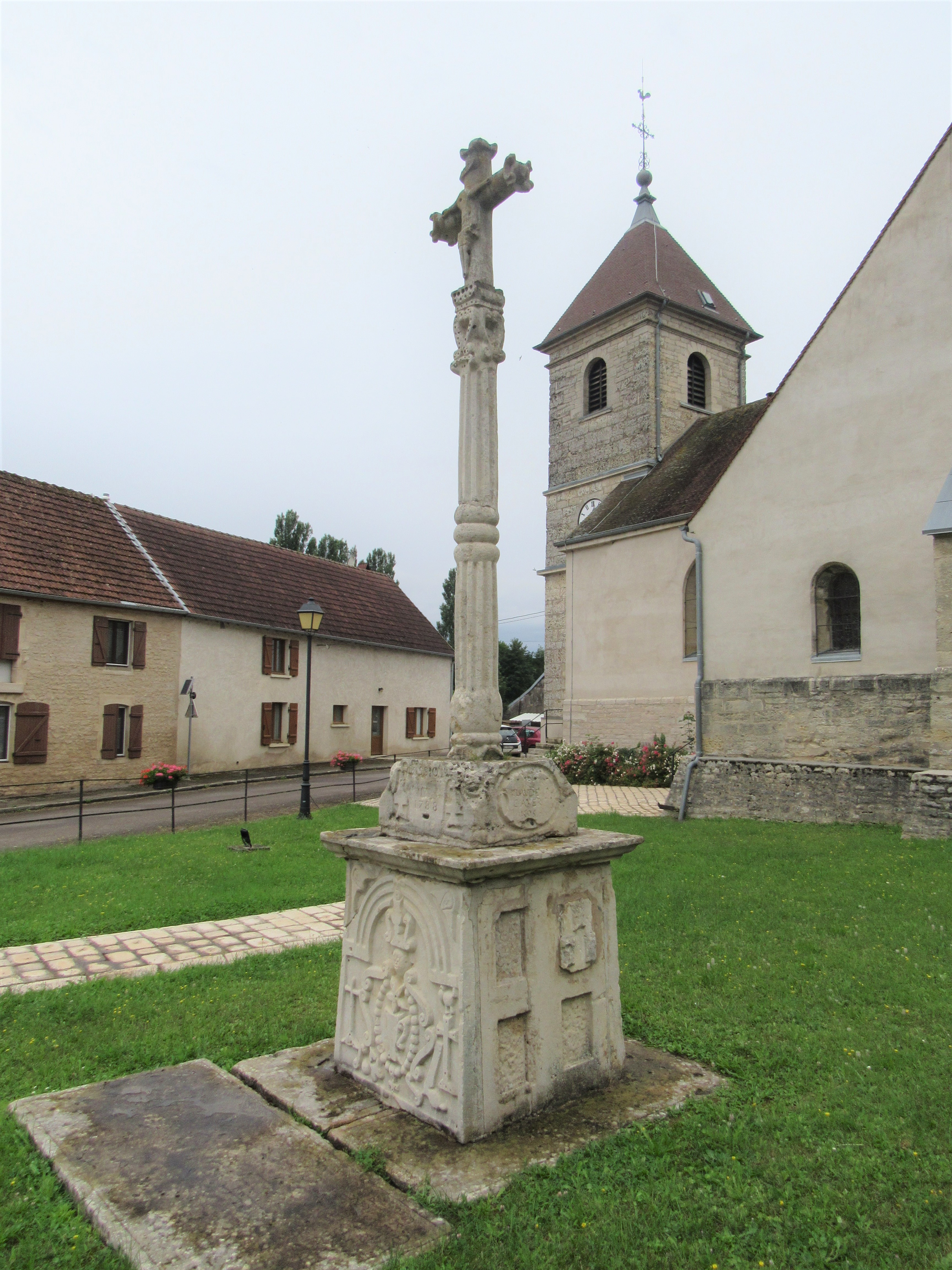
La croix sculptée.
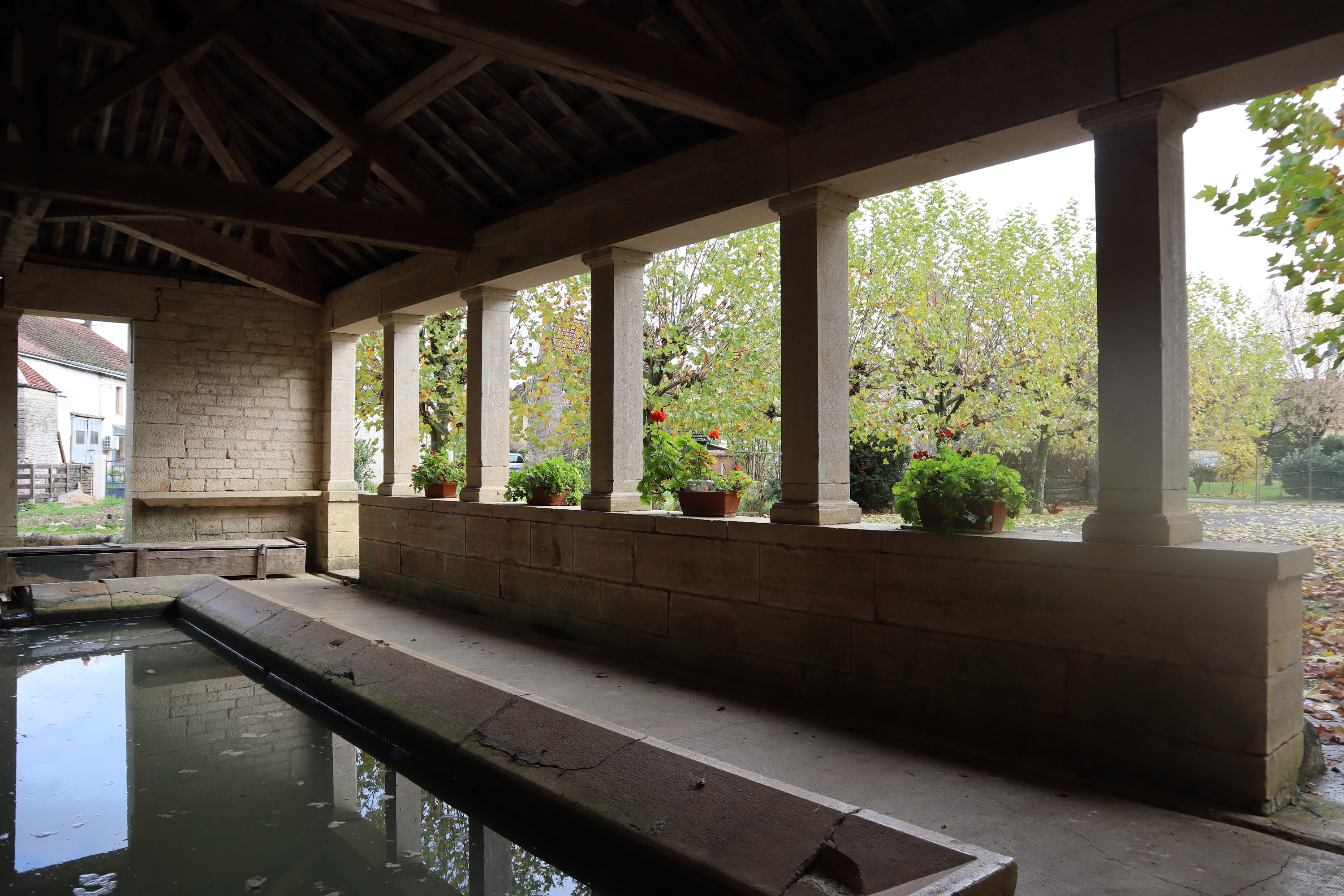
Le lavoir du bourg.

## Personnalités liées à la commune
- L'abbé P.-D. Mouton (1804-1885), curé de Poyans à partir de 1835[25], membre de la société archéologique de Vesoul, a publié en 1868 l'Histoire d'Autrey, de sa seigneurie et de ses dépendances (Mouton 1868).
- Camille Collot, résistant, mort au combat dans le Haut-Jura à 22 ans, pendant la Seconde Guerre mondiale[26].